# John Whorton
John Whorton (* 31. März 1978 in Columbus, Ohio) ist ein US-amerikanischer Basketballspieler.
Der 2,05 m große und 112 kg schwere Center spielte für die Kent State University in den USA und die Canterbury Rampages in Neuseeland. Danach wechselte er nach Europa, wo er für TSK Würzburg, Kinder London Towers, Darussafaka Istanbul, KK Zadar und den FC Porto aktiv war.
Von November 2007 bis März 2008 stand er beim deutschen Bundesligisten TBB Trier unter Vertrag.
Nach seiner Zeit in Trier wechselte der US-Amerikaner nach Argentinien zu Obera Tennis Club, für die er in der Saison 2008/09 auf Korbjagd ging und in 10 Spielen durchschnittlich 13,7 Punkte erzielte.
| Personendaten    | Personendaten                       |
| ---------------- | ----------------------------------- |
| NAME             | Whorton, John                       |
| ALTERNATIVNAMEN  | Pope                                |
| KURZBESCHREIBUNG | US-amerikanischer Basketballspieler |
| GEBURTSDATUM     | 31. März 1978                       |
| GEBURTSORT       | Columbus                            |